# 勝手にブランド発見伝
『勝手にブランド発見伝』（かってにブランドはっけんでん）は、NHK広島放送局制作・放送されていたバラエティー番組である。

## 概要
中国地方のとある街にある広告代理店『KBH社』を舞台に、ブランド力に悩む、中国地方の地域を勝手に全力で応援する番組である。

2015年11月6日から放送開始し、最初のころは月に1回の放送だったが、2016年4月29日の放送以降、同年9月30日まで放送がなかった。

2020年度の広島放送局の番組案内に無く、不定期での番組制作体制は取っていないものと思われる。

## 出演
いずれもKBH社の社員という設定。
社長
- マキタスポーツ

秘書
- 上原光紀（NHK広島放送局アナウンサー・当時）

KBH社松江支局支局長
- 堀江清市 （NHK松江放送局アナウンサー・当時） - 中継出演

他にも社員としてNHK広島放送局の男性アナウンサーが交代で出演する。

## 企画
メーンはブランド力の悩む中国地方の地域を『エース』と『ジョーカー』に分かれてブランドを探す。2つのブランドを1つに絞るため、最後にどちらのブランドが良いかを視聴者が生で決め、決まったブランドを市長もしくは町長に直接渡す。なので市長もしくは町長がスタジオもしくはSkypeで生出演する事がある。
最近は、ふるさと納税やNHKの地域発ドラマ『舞え!KAGURA姫』のコラボ企画などを行っている。